# Лу (княжество)
Лу (кит. трад. 魯國, упр. 鲁国, пиньинь Lǔguó, палл. Луго — «государство Лу») — вассальное царство династии Чжоу периода Чуньцю китайской истории. Его князья (гун), появившиеся в X веке до н. э., использовали фамилию «Цзи» (姬), которую также носили первые члены дома Чжоу. Первым князем был Боцинь (чьё имя буквально означает «вожак стаи»), сын Чжоу-гуна, бывшего главным министром Чжоу. Столица царства располагалась в Цюйфу, а его территория в основном совпадала с центральной и юго-западной частями нынешней провинции Шаньдун. На севере царство граничило с могущественным царством Ци; на юге — с царством Чу. Хотя вторжение царства Ци было отражено в битве при Чаншао в 684 г. до н. э., на протяжении периода Чуньцю царство Лу пребывало в упадке. Политическая власть в царстве в конце концов была поделена между тремя могущественными феодалами Цзисунь, Мэнсунь и Шусунь (все трое были потомками царя Хуань-гуна), пока царь Му Лу не провёл реформу, одновременно с которой земли Мэнсуня и Шусуня были оккупированы царством Ци, а дом Цзисуня провозгласил образование независимого царства Би (费).
Царство Лу было захвачено в 256 г. до н. э. царством Чу и окончательно аннексировано им в 249 г. до н. э. Однако его название (Лу, 鲁) не было забыто; оно и по сей день остается традиционным названием провинции Шаньдун, и имеется, например, на шаньдунских автомобильных номерных знаках.
Царство Лу было родиной Конфуция. История царства отражена в хронике Чуньцю; в нём же был создан Цзо чжуань — расширенный комментарий к «Чуньцю», основной источник по истории эпохи Вёсен и Осеней.

## Дом луского Чжоу-гуна

Лу, 5-й век до н. э.

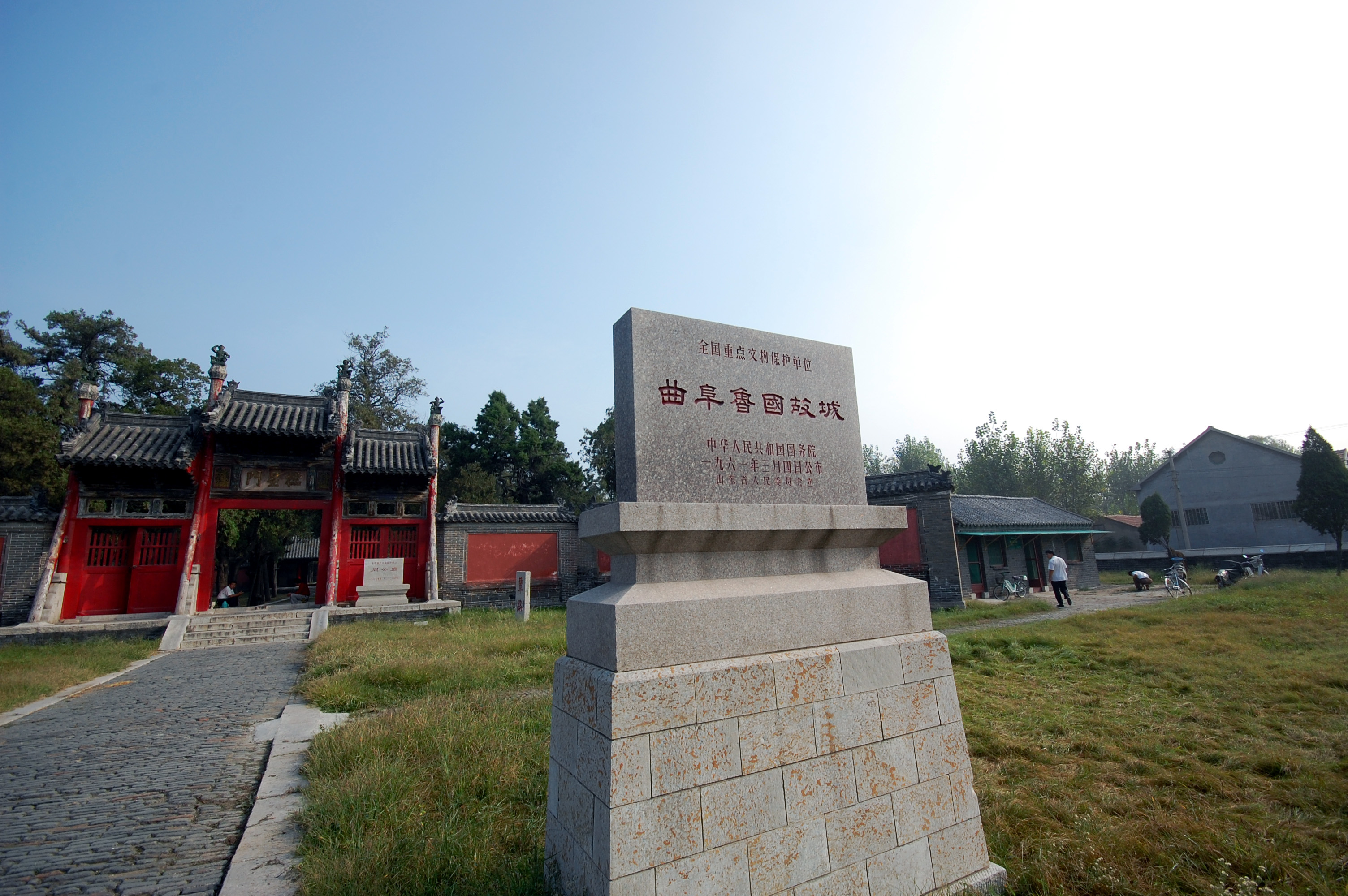
Храм в честь Чжоу-гуна в Цюйфу, на месте его столицы

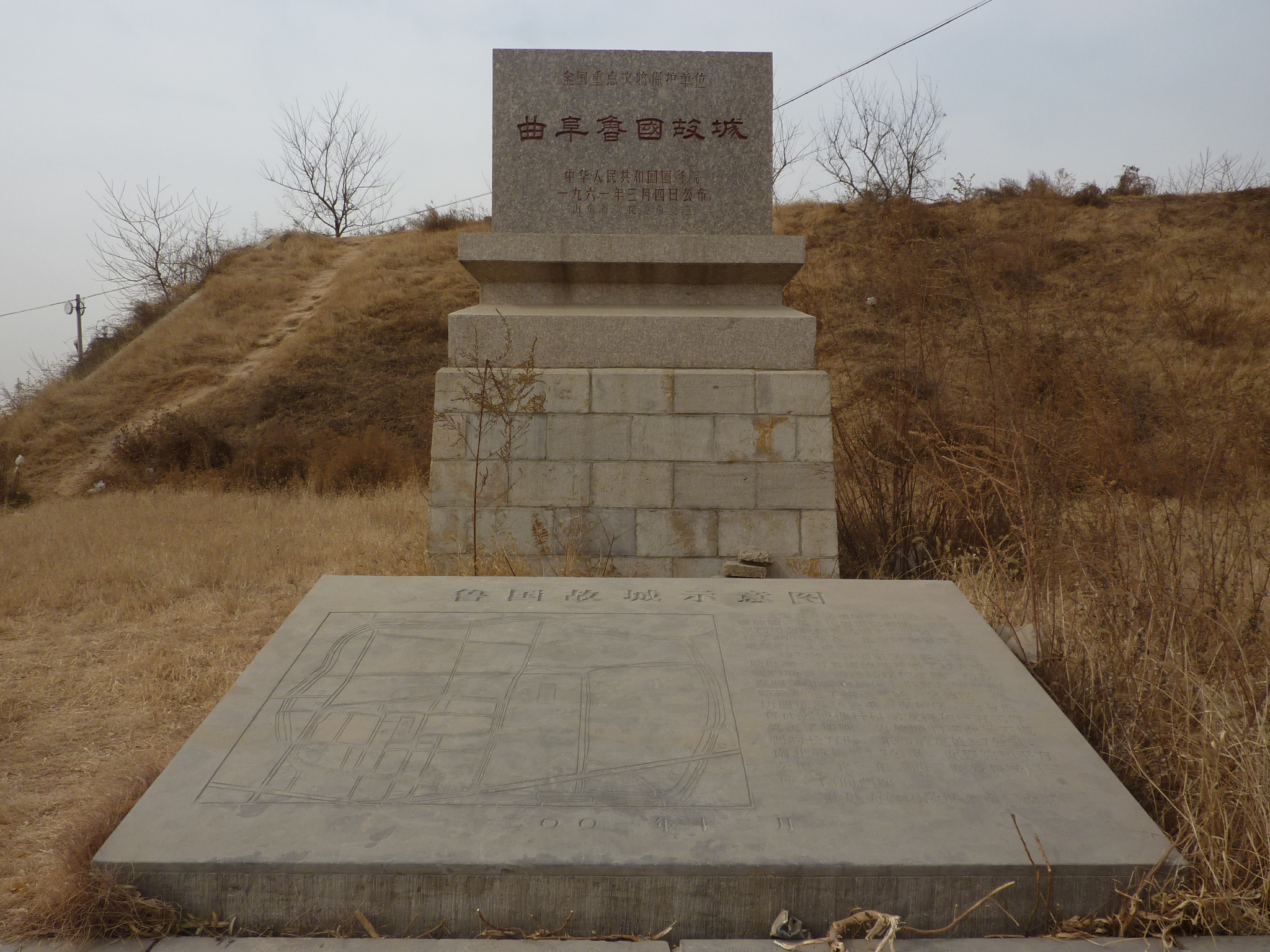
Остатки городской стены, окружавшей столицу государства Лу, якобы сохранившиеся на окраине современного Цюйфу

- Чжоу-гун Дань, младший брат чжоуского У-вана. Традиционно 1122—1116 годы до н. э.
- Лу-гун Бо-цинь. Традиционно 1115—1063 годы до н. э.
- Као-гун Ю. Традиционно 1062—1059 годы до н. э.
- Ян-гун Си. Традиционно 1058—999 годы до н. э.
- Ю-гун Цзай. Традиционно 998—985 годы до н. э.
- Вэй-гун Фэй. Традиционно 984—935 годы до н. э.
- Ли-гун Чжо. Традиционно 934—898 годы до н. э.
- Сянь-гун Цзюй. Традиционно 897—856 годы до н. э.
- Чжэнь-гун Пи. (855)-826 годы до н. э.
- У-гун Ао. 825—816 годы до н. э.
- И-гун Си. 815—807 годы до н. э.
- Бо-юй. 806—796 годы до н. э.
- Сяо-гун Чэн. 795—769 годы до н. э., счёт годов правления с 806 года до н. э.
- Хуэй-гун Фу-хуан. 768—723 годы до н. э.
- Инь-гун Си. 722—712 годы до н. э.
- Хуань-гун Цзы-юнь. 711—694 годы до н. э.
- Чжуан-гун Тун. 693—662 годы до н. э.
- Минь-гун Кай. 661—660 годы до н. э.
- Си-гун Цзы-шэнь. 659—627 годы до н. э.
- Вэнь-гун Син. 626—609 годы до н. э.
- Сюань-гун То. 608—591 годы до н. э.
- Чэн-гун Хэй-гун. 590—573 годы до н. э.
- Сян-гун У. 572—542 годы до н. э.
- Чжао-гун Чоу. 541—510 годы до н. э.
- Дин-гун Сун. 509—495 годы до н. э.
- Ай-гун Цзян. 494—467 годы до н. э.
- Дао-гун Нин. 466—429 годы до н. э.
- Юань-гун Цзя. 428—409 годы до н. э.
- Му-гун Сянь. 407—377 годы до н. э.
- Гун-гун Фэн. 376—354 годы до н. э.
- Кан-гун Тунь. 352—344 годы до н. э.
- Цзин-гун Янь. 343—315 годы до н. э.
- Пин-гун Шу. 314—296 годы до н. э.
- Вэнь-гун Цзя. 295—273 годы до н. э.
- Цин-гун Чоу. 272—249 годы до н. э.